# اليوم العالمي لفرط ضغط الدم
اليوم العالمي لارتفاع ضغط الدم هو يوم اختارته وعينته الرابطة العالمية لارتفاع ضغط الدم (WHL)، وهي منظمة تضم تحت لوائها 85 جمعية ورابطة وطنية لارتفاع ضغط الدم. اختير هذا اليوم لزيادة الدراية حول فرط ضغط الدم، وهذا كان شيئا مهما خصوصا في ظل وجود مرضى فرط ضغط الدم الذين لا يمتلكون المعرفة المناسبة. أنشأت الرابطة العالمية لفرط ضغط الدم هذا اليوم لأول مرة يوم 14 أيار 2005، لكنه منذ عام 2006 يصادف 17 أيار.
كان الموضوع الذي اختير لليوم العالمي لفرط ضغط الدم عام 2005 هو «الدراية بارتفاع ضغط الدم»، أما عام 2006 فكان «عالج حتى الهدف»، مع تركيز للحفاظ على ضغط الدم تحت التحكم. إن ضغط الدم المطلوب هو أن يكون أقل من 140/90 ملم زئبق لأغلب الناس الذين يعانون من فرط ضغط الدم لكنهم لا يعانون من أمراض أخرى، أما المرضى الذين يعانون من السكري ومرض الكلى المزمن فضغط الدم يجب أن يكون أقل من 130/80 ملم زئبق. هذه القيم مطلوبة بحسب الارشادات العالمية والكندية.
أما موضوع عام 2007 فكان «غذاء صحي وضغط دم صحي». إن الرابطة العالمية لفرط ضغط الدم يسعى من خلال هذه المواضيع أن ينبه إلى العوامل التي تزيد من احتمال ومخاطر فرط ضغط الدم وطرق منعها.
أما موضوع عام 2008 فكان «قس ضغط دمك في المنزل» لأجل تشجيع المجتمع. التقارير الحديثة تشير إلى سهولة ودقة وأمان طرق قياس ضغط الدم في المنزل.
أما للفترة من 2013-2018 فإن موضوع اليوم العالمي لفرط ضغط الدم هو «اعرف أرقامك» لأجل زيادة الوعي بفرط ضغط الدم.